# Тобаго Юнайтед
«Тобаго Юнайтед» — бывший футбольный клуб из Тринидада и Тобаго, который играл в Профессиональной футбольной лиге страны.
Домашним стадионом команды был «Дуайт Йорк Стэдиум», в 3 км от Скарборо, главного города Тобаго.

## История
Не занять последнее место — было главной целью для «Тобаго Юнайтед». Клуб присоединился к лиге в 2003 году и с тех пор всё время имел статус аутсайдера, занимая последнее место с 2003 по 2008 год. Клубу удалось избежать последнего места в сезоне 2009 года (его заняла «Полиция») благодаря приходу в тренерский штаб бывшего игрока «Манчестер Юнайтед» и сборной Тринидада и Тобаго, Дуайта Йорка. Однако клуб был исключён из лиги в начале сезона 2010 года и позднее расформирован.